# Otto Krohne
Otto Krohne (* 29. Mai 1868 in Erfurt; † 20. Dezember 1928 in Berlin-Lichterfelde) war ein deutscher Arzt, Eugeniker und Ministerialdirektor in der Weimarer Republik.

## Leben
Krohne studierte an der Julius-Maximilians-Universität Würzburg Medizin und wurde 1889 Mitglied des Corps Bavaria Würzburg. In Würzburg wurde er zum Dr. med. promoviert. Vor dem Ersten Weltkrieg befasste Krohne sich mit quantitativer Bevölkerungspolitik. 1911 leitete er die Medizinische Abteilung des Preußischen Innenministeriums. Seit 1912 Geh. Medizinalrat, wurde er 1916 zum Geh. Obermedizinalrat ernannt und in das Wohlfahrtsministerium versetzt. In der Weimarer Republik widmete er sich auch eugenischen Aspekten und gründete im Mai 1920 den Beirat für Rassenhygiene, der untersuchen sollte, „ob und inwieweit unser Volk durch die schweren Folgen des Krieges auch in rassehygienischer Sicht gefährdet erscheint, und welche Vorschläge zur Bekämpfung einer solchen Gefahr etwa zu machen sind.“
Als Ausschuß für Rassenhygiene und Bevölkerungswesen kam der Beirat zum Preußischen Landesgesundheitsrat, der 1921 gegründet wurde. Mitglieder des Ausschusses waren drei Ministerialbeamte, der Pathologe Erwin Baur, die Botaniker und Genetiker Carl Correns, Richard Goldschmidt und Heinrich Poll, der Statistiker Emil Eugen Roesle, die Gynäkologen Agnes Bluhm, Ernst Bumm und Max Hirsch und der Anatom Hans Virchow. Krohne wurde Präsident des Rates.
Krohnes Wahl zum Vorsitzenden der 1907 von Alfred Ploetz gegründeten Deutschen Gesellschaft für Rassenhygiene war bedeutsam, weil sich damit die gemäßigte und wohlfahrtsstaatlich orientierte Berliner Gesellschaft gegen die eher völkisch ausgerichtete Münchner Ortsgruppe der Deutschen Gesellschaft durchsetzte.
1924 wurde er stellvertretender Präsident des Pr. Landesgesundheitsamtes und Vorsitzender der Kommission für die Staatsprüfung der Apotheker. 1926 wurde er zum Ministerialdirektor befördert und mit der Leitung der Gesundheitsabteilung im Wohlfahrtsministerium betraut. 1927/28 war er die treibende Kraft bei der Abschaffung des Trinkzwangs im KSCV.

## Werke
- Das preußische Hebammengesetz vom 20. Juli 1922 und die Gesetzesnovellen vom 31. Dezember 1922 und vom 15. März 1923. Osterwieck 1923
- Alkohol und Trinkzwang. In: Deutsche Corpszeitung, 45 (1928/29), S. 233–240